# 잔존물대위
잔존물대위(殘存物代位)란, 화재보험과 기타 동산보험에 가입된 유체동산이나 대물보험의 피해물들이 화재 폭발 추락 충돌의 사고로 본래의 형체가 완전 소실된 후 고철 자연석 기타 산업폐기물을 포함한 잔존물로 남아 있을 때 이들 잔존물 전부를 소유할 수 있는 권리를 뜻한다. 사고직전 유체동산의 보장가액 또는 배상가액 전부를 지급한 보험회사는 당해 유체동산의 잔존물을 취득할 수 있다. 잔존물대위는 보험유체동산대위를 포함하고 있는 상법 제681조(보험목적물대위)에서 파생된 비속어로 손해보험회사가 사용하는 상업용어이다. 잔존물대위는 동산보험은 보험약관에 따라 취득할 수 있으나 배상보험에서는 민법 제399조(손해배상자대위)를 근거로 당사자간 서면상의 합의가 있었을 때 그 취득이 가능하다.

## 조문
상법 제681조(보험목적에 관한 보험대위) 보험의 목적의 전부가 멸실한 경우에 보험금액의 전부를 지급한 보험자는 그 목적에 대한 피보험자의 권리를 취득한다. 그러나 보험가액의 일부를 보험에 붙인 경우에는 보험자가 취득할 권리는 보험금액의 보험가액에 대한 비율에 따라 이를 정한다.
민법 제399조(손해배상자의 대위) 채권자가 그 채권의 목적인 물건 또는 권리의 가액전부를 손해배상으로 받은 때에는 채무자는 그 물건 또는 권리에 관하여 당연히 채권자를 대위한다.

## 같이 보기
- 청구권대위
- 보험자대위